# Philip Sterling
Philip Sterling (New York, 9 ottobre 1922 – Woodland Hills, 30 novembre 1998) è stato un attore statunitense.

## Carriera
Si distinse per i ruoli del dottor Winston Croft in The Doctors, del giudice Truman Vetnor in Sisters, e del dottor Simon Weiss in A cuore aperto.
Apparve come guest star in numerose serie televisive tra cui Cuori senza età, M*A*S*H, Agenzia Rockford, Casa Keaton, Cuore e batticuore, Genitori in Blue Jeans, Giudice di notte, Blue Jeans, A-Team, Il mio amico Arnold e Bravo Dick. È apparso anche in alcuni episodi di Barney Miller, L.A. Law - Avvocati a Los Angeles, Matlock, Sentieri e Hotel.
Morì a novembre del 1998 a Woodland Hills, per complicazioni dovute alla mielofibrosi a 76 anni.

## Vita privata
Dal 1969 fino alla morte fu spostato con Rhona Sterling.

## Filmografia parziale

### Cinema
- Inchiesta pericolosa (The Detective), regia di Gordon Douglas (1968)
- Me, Natalie, regia di Fred Coe (1969)
- La gang che non sapeva sparare (The Gang That Couldn't Shoot Straight), regia di James Goldstone (1971)
- 40.000 dollari per non morire (The Gambler), regia di Karel Reisz (1974)
- Hester Street, regia di Joan Micklin Silver (1975)
- Audrey Rose, regia di Robert Wise (1977)
- Meteor, regia di Ronald Neame (1979)
- Promises in the Dark, regia di Jerome Hellman (1979)
- Competition, regia di Joel Oliansky (1980)
- Dinosauri a colazione (Movers & Shakers), regia di William Asher (1985)
- La lunga strada verso casa (The Long Walk Home), regia di Richard Pearce (1990)
- My Giant, regia di Michael Lehmann (1998)

### Televisione
- Studio One – serie TV, un episodio (1949)
- Kraft Television Theatre – serie TV, un episodio (1949)
- The Big Story – serie TV, un episodio (1952)
- Così gira il mondo (As the World Turns) – serie TV, (1956)
- The Kaiser Aluminum Hour – serie TV, un episodio (1957)
- Una donna poliziotto (Decoy) – serie TV, un episodio (1958)
- Ai confini della notte (The Edge of Night) – serie TV, un episodio (1958)
- Sentieri – serie TV, 3 episodi (1962-1987)
- La città in controluce (Naked City) – serie TV, 2 episodi (1962)
- Destini (Another World) – serie TV, 3 episodi (1970-1971)
- The Doctors – serie TV, 28 episodi (1973)
- Harry O – serie TV, un episodio (1975)
- Barney Miller – serie TV, 6 episodi (1975-1982)
- La città degli angeli (City of Angels) – serie TV, 7 episodi (1976)
- Switch – serie TV, un episodio (1976)
- La lunga notte di Entebbe (Victory at Entebbe), regia di Marvin J. Chomsky – film TV (1976)
- Delvecchio – serie TV, un episodio (1976)
- Maude – serie TV, un episodio (1977)
- Kingston - Dossier paura (Kingston: Confidential) – serie TV, un episodio (1977)
- Professione medico (Rafferty) – serie TV, un episodio (1977)
- In casa Lawrence (Family) – serie TV, un episodio (1977)
- Agenzia Rockford (The Rockford Files) – serie TV, un episodio (1978)
- Dr. Strange, regia di Philip DeGuere – film TV (1978)
- Rainbow, regia di Jackie Cooper – film TV (1978)
- Rhoda – serie TV, un episodio (1978)
- La sindrome di Lazzaro (The Lazarus Syndrome), regia di Jerry Thorpe – film TV (1979)
- Time Out – serie TV, un episodio (1979)
- Cuore e batticuore (Hart to Hart) – serie TV, un episodio (1980)
- Nancy, Sonny & Co. (It's a Living) – serie TV, un episodio (1981)
- M*A*S*H – serie TV, un episodio (1981)
- Visite a domicilio (House Calls) – serie TV, un episodio (1981)
- Il mio amico Arnold (Diff'rent Strokes) – serie TV, un episodio (1981)
- Casa Keaton (Family Ties) – serie TV, 2 episodi (1982-1984)
- F.B.I. oggi (Today's F.B.I.) – serie TV, un episodio (1982)
- Mai dire sì (Remington Steele) – serie TV, un episodio (1982)
- A-Team – serie TV, 2 episodi (1982)
- A cuore aperto (St. Elsewhere) – serie TV, 12 episodi (1983-1988)
- Navy (Emerald Point N.A.S.) – serie TV, un episodio (1983)
- Giudice di notte (Night Court) – serie TV, un episodio (1984)
- Simon & Simon – serie TV, un episodio (1984)
- Bravo Dick (Newhart) – serie TV, 2 episodi (1984-1989)
- Magnum, P.I. – serie TV, un episodio (1984)
- Hotel – serie TV, 2 episodi (1985-1986)
- Genitori in Blue Jeans (Growin Pains) – serie TV, un episodio (1986)
- Matlock – serie TV, 3 episodi (1986-1989)
- Cuori senza età (The Golden Girls) – serie TV, 2 episodi (1986-1987)
- L.A. Law - Avvocati a Los Angeles (L.A. Law) – serie TV, 4 episodi (1988-1993)
- Un anno nella vita (A Year in the Life) – serie TV, un episodio (1988)
- Quasi adulti (Almost Grown) – serie TV, un episodio (1989)
- Blue Jeans – serie TV, un episodio (1989)
- La famiglia Hogan (The Hogan Family) – serie TV, un episodio (1990)
- La signora in giallo (Murder, She Wrote) – serie TV, un episodio (1990)
- La morte dell'incredibile Hulk (The Death of the Incredible Hulk), regia di Bill Bixby – film TV (1990)
- Sisters – serie TV, 21 episodi (1991-1995)

## Doppiatori italiani
Nelle versioni in italiano delle opere in cui ha recitato, Philip Sterling è stato doppiato da:
- Marcello Tusco in Audrey Rose
- Rino Bolognesi in La signora in giallo
- Michele Kalamera in La morte dell'incredibile Hulk
- Bruno Alessandro in Sisters